# Arts & Architecture
Arts & Architecture war eine amerikanische Zeitschrift, die von 1929 bis 1967 in Kalifornien erschien und über Design, Architektur, Landschaftsbau und Kunst berichtete.

## Geschichte
Das Magazin kam 1929 mit dem Titel California Arts & Architecture auf den Markt. John Entenza kam 1938 als Redakteur zu der Zeitschrift. 1940 übernahm Entenza die Rolle des Herausgebers und änderte den Fokus der Zeitschrift vom Eklektizismus, der damals in Kalifornien verbreitet war, auf die Moderne Architektur. In Entenzas Zeit legte die Zeitschrift, die er in Arts & Architecture umbenannte, das Case-Study-House-Programm auf, das bestimmend für die Entwicklung der Modernen Architektur in Kalifornien war. Im Laufe des Programms entstanden mehrere Häuser, die internationale Beachtung fanden. So arbeiteten mit der Unterstützung von Entenza Architekten wie Charles Eames, Eero Saarinen, Richard Neutra, Raphael Soriano, Craig Ellwood und Pierre Koenig ihre Arbeiten in Arts & Architecture. Auch Entenzas Privathaus, das Entenza House, entstand in diesem Rahmen. Entenza überarbeitete das Konzept der Zeitschrift 1962 und übergab sie an David Travers. Travers leitete Arts & Architecture bis zur Einstellung 1967 tätig war.
Für das Grafikdesign stellte die Zeitschrift unter anderem die Designer John Follis, Alvin Lustig und Herbert Matter ein. Als Fotograf war Julius Shulman tätig. Unter den Autoren waren Walter Gropius und Lewis Mumford.
Der Taschen-Verlag veröffentlichte 2008 einen Nachdruck aller Ausgaben von 1945 bis 1954 mit einem Vorwort des letzten Herausgebers, David Travers. Neben der englischen Version ist der Nachdruck auch teilübersetzt in Deutsch erschienen.